# Zerstörer 1944
Zerstörer 1944 var en tysk jagarklass under det andra världskriget. Fastän den första prototypen av en dieseldriven jagare (Zerstörer 1942) inte färdigställdes, fortsatte utvecklingen av detta slags fartyg.
Man önskade ett större fartyg för operationer i Atlanten för att understödja större Kriegsmarinefartyg. Flera förslag lämnades vilka ledde till Zerstörer 1944-projektet. Förutom tung huvudbestyckning skulle de ha utökat luftvärn i jämförelse med föregångarna, inklusive den nya 5,5 cm luftvärnskanonen som skulle ha blivit introducerad år 1945.
Under våren 1944 beställdes fem skepp, men inget av fartygen påbörjades.